# Marie Filipcová
Marie Filipcová (* 23. srpna 1927) byla česká a československá politička a poúnorová bezpartijní poslankyně Národního shromáždění ČSSR a Sněmovny lidu Federálního shromáždění.

## Biografie
Ve volbách roku 1964 byla zvolena do Národního shromáždění ČSSR za Severomoravský kraj jako bezpartijní kandidátka. V Národním shromáždění zasedala až do konce volebního období parlamentu v roce 1968.
K roku 1968 se profesně uvádí jako členka JZD z obvodu Paskov.
Po federalizaci Československa usedla roku 1969 do Sněmovny lidu Federálního shromáždění (volební obvod Paskov), kde setrvala do konce volebního období, tedy do voleb v roce 1971.
V září 2007 se uvádí, že jistá Marie Filipcová z obce Stará Ves oslavila 80. narozeniny.